# جوزف اس. فاولر
جوزف اس. فاولر (به انگلیسی: Joseph Smith Fowler) سناتور سابق عضو حزب جمهوری‌خواه ایالات متحده آمریکا بود. وی در سال ۱۸۶۶ تا ۱۸۷۱ میلادی سناتور ایالت تنسی در سنای ایالات متحده آمریکا بود.